# Partizanska spomenica 1941
Partizanska spomenica 1941 je bilo visoko jugoslovansko vojaško in civilno odlikovanje, ki je bilo podeljeno vsem udeležencem narodnoosvobodilnega gibanja, ki so pričeli delovati leta 1941 (kljub temu kriteriju je bilo to odlikovanje podeljeno tudi drugih osebam, ki so pozneje vstopile v NOB).
Nosilci Partizanske spomenice 1941, znani tudi kot prvoborci ali »spomeničarji«, so bili deležni raznih državnih ugodnosti (višja pokojnina, brezplačen javni prevoz ipd).